# Llista de topònims de Sant Mori
Llista de topònims (noms propis de lloc) del municipi de Sant Mori, a l'Alt Empordà
Informació actualitzada per un bot. Els canvis manuals es perdran quan s'actualitzi!

## carrer
| imatge | Nom                  | Ubicat a  | instància de | Detalls                     | coordenades                                          | Protecció                                  | Commons (més fotos)        | Dades a WD                    |
| ------ | -------------------- | --------- | ------------ | --------------------------- | ---------------------------------------------------- | ------------------------------------------ | -------------------------- | ----------------------------- |
|        | Carrer Bonaire       | Sant Mori | carrer       | Estil: arquitectura popular | 42° 09′ 22″ N, 2° 59′ 23″ E / 42.1562°N,2.98967°E    | bé integrant del patrimoni cultural català | Carrer Bonaire (Sant Mori) | Modifica les dades a Wikidata |
|        | Travessia de la Font | Sant Mori | carrer       | Estil: arquitectura popular | 42° 09′ 15″ N, 2° 59′ 27″ E / 42.154179°N,2.990954°E | bé integrant del patrimoni cultural català | Travessia de la Font       | Modifica les dades a Wikidata |

## església
| imatge | Nom                       | Ubicat a  | instància de | Detalls       | coordenades                                       | Protecció                                  | Commons (més fotos)       | Dades a WD                    |
| ------ | ------------------------- | --------- | ------------ | ------------- | ------------------------------------------------- | ------------------------------------------ | ------------------------- | ----------------------------- |
|        | Sant Julià de Sant Mori   | Sant Mori | església     |               | 42° 08′ 55″ N, 2° 59′ 23″ E / 42.1487°N,2.98978°E | bé integrant del patrimoni cultural català |                           | Modifica les dades a Wikidata |
|        | Sant Maurici de Sant Mori | Sant Mori | església     | Estil: barroc | 42° 09′ 13″ N, 2° 59′ 28″ E / 42.1537°N,2.99106°E | bé integrant del patrimoni cultural català | Sant Maurici de Sant Mori | Modifica les dades a Wikidata |

## masia
| imatge | Nom       | Ubicat a  | instància de | Detalls                     | coordenades                                          | Protecció                                  | Commons (més fotos) | Dades a WD                    |
| ------ | --------- | --------- | ------------ | --------------------------- | ---------------------------------------------------- | ------------------------------------------ | ------------------- | ----------------------------- |
|        | Can Reglà | Sant Mori | masia        | Estil: arquitectura popular | 42° 08′ 20″ N, 2° 59′ 06″ E / 42.138849°N,2.984924°E | bé integrant del patrimoni cultural català |                     | Modifica les dades a Wikidata |
|        | Mas Faló  | Sant Mori | masia        | Estil: arquitectura popular | 42° 08′ 20″ N, 2° 59′ 06″ E / 42.138849°N,2.984924°E | bé integrant del patrimoni cultural català |                     | Modifica les dades a Wikidata |
|        | Mas Oriol | Sant Mori | masia        | Estil: arquitectura popular | 42° 08′ 47″ N, 2° 59′ 28″ E / 42.1465°N,2.99118°E    | bé integrant del patrimoni cultural català |                     | Modifica les dades a Wikidata |
|        | Mas Turró | Sant Mori | masia        | Estil: arquitectura popular | 42° 08′ 24″ N, 2° 58′ 49″ E / 42.1401°N,2.98022°E    | bé integrant del patrimoni cultural català |                     | Modifica les dades a Wikidata |

## muntanya
| imatge | Nom               | Ubicat a  | instància de | Detalls | coordenades                                                       | Protecció | Commons (més fotos) | Dades a WD                    |
| ------ | ----------------- | --------- | ------------ | ------- | ----------------------------------------------------------------- | --------- | ------------------- | ----------------------------- |
|        | Penya d'en Pins   | Sant Mori | muntanya     |         | 42° 09′ 45″ N, 2° 59′ 00″ E / 42.1625°N,2.98329722°E 21.2 msnm    |           |                     | Modifica les dades a Wikidata |
|        | Puig Rodó         | Sant Mori | muntanya     |         | 42° 08′ 22″ N, 2° 59′ 21″ E / 42.13958333°N,2.98921667°E 116 msnm |           |                     | Modifica les dades a Wikidata |
|        | Puig de la Bruixa | Sant Mori | muntanya     |         | 42° 09′ 39″ N, 2° 59′ 40″ E / 42.1608°N,2.99454°E 68.3 msnm       |           |                     | Modifica les dades a Wikidata |
|        | Puig de les Piles | Sant Mori | muntanya     |         | 42° 08′ 34″ N, 2° 59′ 12″ E / 42.1427°N,2.98674°E 106.4 msnm      |           |                     | Modifica les dades a Wikidata |

## Misc
| imatge | Nom                                    | Ubicat a                                | instància de                                                                   | Detalls                                                 | coordenades                                                                                              | Protecció                                            | Commons (més fotos)          | Dades a WD                    |
| ------ | -------------------------------------- | --------------------------------------- | ------------------------------------------------------------------------------ | ------------------------------------------------------- | --- | ---------------------------------------------------- | ---------------------------- | ----------------------------- |
|        | Castell de Sant Mori                   | Sant Mori                               | castell                                                                        | Estil: arquitectura gòtica                              | 42° 09′ 14″ N, 2° 59′ 27″ E / 42.154°N,2.99072°E ca:Carrer de la Marquesa de Sant Mori                   | bé d'interès cultural bé cultural d'interès nacional | Castell de Sant Mori         | Modifica les dades a Wikidata |
|        | Central Hidroelèctrica de Sant Mori    | Sant Mori                               | edifici                                                                        | Estil: arquitectura popular                             | 42° 09′ 52″ N, 2° 59′ 03″ E / 42.164576°N,2.9843°E                                                       | bé integrant del patrimoni cultural català           |                              | Modifica les dades a Wikidata |
|        | Fluvià                                 | Comarques gironines província de Girona | curs d'aigua                                                                   | Desemboca: mar Mediterrània Llarg: 70km Conca: 973.8km² | 42° 05′ 36″ N, 2° 27′ 33″ E / 42.0934°N,2.4591°E 42° 12′ 07″ N, 3° 06′ 38″ E / 42.2019°N,3.1106°E 2 msnm |                                                      | Fluvià                       | Modifica les dades a Wikidata |
|        | Forn de calç del torrent de la Gavatxa | Sant Mori                               | forn de calç                                                                   | Estil: arquitectura popular                             | | bé integrant del patrimoni cultural català           |                              | Modifica les dades a Wikidata |
|        | Muralles de Sant Mori                  | Sant Mori                               | muralla urbana                                                                 | Estil: arquitectura popular                             | 42° 09′ 17″ N, 2° 59′ 26″ E / 42.1546°N,2.99046°E                                                        | bé integrant del patrimoni cultural català           |                              | Modifica les dades a Wikidata |
|        | Pou del carrer Bonaire                 | Sant Mori                               | pou                                                                            | Estil: arquitectura popular                             | 42° 09′ 21″ N, 2° 59′ 23″ E / 42.155935°N,2.989628°E                                                     | bé integrant del patrimoni cultural català           | Pou del carrer Bonaire       | Modifica les dades a Wikidata |
|        | Rectoria                               | Sant Mori                               | rectoria                                                                       |                                                         | 42° 09′ 15″ N, 2° 59′ 27″ E / 42.1543°N,2.99082°E ca:c/ de la Marquesa de Sant Mori, 19                  | bé integrant del patrimoni cultural català           | Rectoria (Sant Mori)         | Modifica les dades a Wikidata |
|        | Rentador públic de Sant Mori           | Sant Mori                               | safareig                                                                       | Estil: arquitectura popular                             | 42° 09′ 16″ N, 2° 59′ 31″ E / 42.1544°N,2.99185°E 52 msnm                                                | bé integrant del patrimoni cultural català           | Rentador públic de Sant Mori | Modifica les dades a Wikidata |
|        | Sant Mori                              | Sant Mori                               | entitat singular de població ens local històric de Catalunya capital municipal | 164 hab                                                 | 42° 09′ 15″ N, 2° 59′ 27″ E / 42.154181°N,2.990743°E 57 msnm                                             |                                                      |                              | Modifica les dades a Wikidata |
|        | casa consistorial de Sant Mori         | Sant Mori                               | casa consistorial                                                              |                                                         | 42° 09′ 11″ N, 2° 59′ 29″ E / 42.1529258°N,2.9915246°E                                                   |                                                      |                              | Modifica les dades a Wikidata |
|        | creu de terme de Sant Mori             | Sant Mori                               | creu de terme                                                                  | Estil: arquitectura gòtica                              | 42° 09′ 17″ N, 2° 59′ 25″ E / 42.1548°N,2.99021°E                                                        | bé integrant del patrimoni cultural català           | Creu de terme (Sant Mori)    | Modifica les dades a Wikidata |
|        | porxos del carrer Figueres             | Sant Mori                               | passatge                                                                       | Estil: arquitectura popular                             | 42° 09′ 13″ N, 2° 59′ 26″ E / 42.1537°N,2.99054°E ca:Carrer Figueres                                     | bé integrant del patrimoni cultural català           | Porxos del carrer Figueres   | Modifica les dades a Wikidata |